# Chris Bigras
Pour les articles homonymes, voir Bigras.
Christopher Bigras (né le 22 février 1995 à Orillia dans la province d'Ontario au Canada) est un joueur professionnel canadien de hockey sur glace. Il évolue au poste de défenseur.

## Biographie

### Carrière en club
Joueur issu de l'Attack d'Owen Sound dans la Ligue de hockey de l'Ontario, Bigras est choisi en 33e position par l'Avalanche du Colorado lors du repêchage d'entrée dans la LNH 2013. Il joue deux autres saisons avec l'Attack avant de rejoindre les rangs professionnels.
Sa carrière junior terminée, il devient professionnel vers la fin de la saison 2014-2015 lorsqu'il joue pour les Monsters du lac Érié, qui sont affiliés à l'Avalanche dans la Ligue américaine de hockey. Il fait ses débuts dans la Ligue nationale de hockey avec l'Avalanche la saison suivante, jouant 31 matchs avec le grand club.

### Carrière internationale
Au niveau international, il représente le Canada en sélection jeune.

## Statistiques

### En club
| Saison     | Équipe                            | Ligue      |    | Saison régulière | Saison régulière | Saison régulière | Saison régulière | Saison régulière |   | Séries éliminatoires | Séries éliminatoires | Séries éliminatoires | Séries éliminatoires | Séries éliminatoires |
| Saison     | Équipe                            | Ligue      | PJ | B                | A                | Pts              | Pun              | PJ               | B | A                    | Pts                  | Pun                  |                      |                      |
| 2011-2012  | Attack d'Owen Sound               | LHO        | 49 | 3                | 16               | 19               | 33               | 5                | 2 | 3                    | 5                    | 0                    |                      |                      |
| 2012-2013  | Attack d'Owen Sound               | LHO        | 68 | 8                | 30               | 38               | 34               | 12               | 0 | 2                    | 2                    | 8                    |                      |                      |
| 2013-2014  | Attack d'Owen Sound               | LHO        | 55 | 4                | 22               | 26               | 46               | 5                | 1 | 2                    | 3                    | 4                    |                      |                      |
| 2014-2015  | Attack d'Owen Sound               | LHO        | 62 | 20               | 51               | 71               | 52               | 5                | 1 | 2                    | 3                    | 4                    |                      |                      |
| 2014-2015  | Monsters du lac Érié              | LAH        | 7  | 0                | 4                | 4                | 2                | -                | - | -                    | -                    | -                    |                      |                      |
| 2015-2016  | Rampage de San Antonio            | LAH        | 37 | 6                | 13               | 19               | 6                | -                | - | -                    | -                    | -                    |                      |                      |
| 2015-2016  | Avalanche du Colorado             | LNH        | 31 | 1                | 2                | 3                | 16               | -                | - | -                    | -                    | -                    |                      |                      |
| 2016-2017  | Rampage de San Antonio            | LAH        | 45 | 5                | 14               | 19               | 37               | -                | - | -                    | -                    | -                    |                      |                      |
| 2017-2018  | Avalanche du Colorado             | LNH        | 15 | 0                | 1                | 1                | 2                | -                | - | -                    | -                    | -                    |                      |                      |
| 2017-2018  | Rampage de San Antonio            | LAH        | 20 | 1                | 5                | 6                | 14               | -                | - | -                    | -                    | -                    |                      |                      |
| 2017-2018  | Wolf Pack de Hartford             | LAH        | 18 | 2                | 11               | 13               | 8                | -                | - | -                    | -                    | -                    |                      |                      |
| 2018-2019  | Wolf Pack de Hartford             | LAH        | 52 | 3                | 19               | 22               | 36               | -                | - | -                    | -                    | -                    |                      |                      |
| 2019-2020  | Phantoms de Lehigh Valley         | LAH        | 39 | 2                | 14               | 16               | 22               | -                | - | -                    | -                    | -                    |                      |                      |
| 2020-2021  | Phantoms de Lehigh Valley         | LAH        | 21 | 2                | 6                | 8                | 8                | -                | - | -                    | -                    | -                    |                      |                      |
| 2021-2022  | Penguins de Wilkes-Barre/Scranton | LAH        | 28 | 3                | 7                | 10               | 12               | -                | - | -                    | -                    | -                    |                      |                      |
| 2021-2022  | Wolves de Chicago                 | LAH        | 12 | 2                | 1                | 3                | 6                | -                | - | -                    | -                    | -                    |                      |                      |
| 2022-2023  | HK Barys                          | KHL        | 23 | 0                | 1                | 1                | 16               | -                | - | -                    | -                    | -                    |                      |                      |
| 2022-2023  | Iserlohn Roosters                 | DEL        | 28 | 1                | 6                | 7                | 14               | -                | - | -                    | -                    | -                    |                      |                      |
| Totaux LNH | Totaux LNH                        | Totaux LNH | 46 | 1                | 3                | 4                | 18               | -                | - | -                    | -                    | -                    |                      |                      |

### En équipe nationale
| Année | Compétition                  |   | PJ | B | A | Pts | Pun           |  | Résultat |
| 2013  | Championnat du monde -18 ans | 7 | 0  | 3 | 3 | 0   | Médaille d'or |  |          |
| 2014  | Championnat du monde junior  | 7 | 0  | 0 | 0 | 0   | 4e place      |  |          |

## Trophées et honneurs personnels
- 2014-2015 : nommé dans la première équipe d'étoiles de la LHO.